# No Stone Unturned
No Stone Unturned es el décimo álbum recopilatorio de la banda británica The Rolling Stones, lanzado en 1973.

## Grabación y lanzamiento
Ocho de las doce canciones habían sido previamente publicadas como lados b de sus respectivos sencillos solo en el Reino Unido, y el resto de los tracks fueron lanzados en EP's. La canción Sad Day fue lanzada como sencillo promocional del LP. Keith dijo que no le importaba que el lanzamiento incluyera material antiguo, pero que sería mejor que usaran un poco más la imaginación acerca de esto. Él dijo que "poner dos temas viejos en las dos caras de un single es una mierda". Dijo que la compañía discográfica Decca quería seguir sacando discos "pero que apenas podían hacer frijoles horneados." luego Keith llamó a la compañía discográfica como "el mayor montón de mierda en el mundo".

## Lista de canciones
Todas las canciones compuestas por Mick Jagger y Keith Richards excepto donde lo indica.
Lado 1
1. "Poison Ivy" (Version 2) (Jerry Leiber, Mike Stoller)
2. "The Singer Not The Song"
3. "Surprise Surprise"
4. "Child of the Moon"
5. "Stoned" (Nanker Phelge)
6. "Sad Day"

Lado 2
1. "Money" (Berry Gordy Jr., Janie Bradford)
2. "Congratulations"
3. "I'm Movin' On" (En Vivo) (Hank Snow)
4. "2120 South Michigan Avenue" (Version Corta) (Phelge)
5. "Long Long While"
6. "Who's Driving Your Plane?"